# Fender Lead Serie
 (janvier 2023).
Si vous disposez d'ouvrages ou d'articles de référence ou si vous connaissez des sites web de qualité traitant du thème abordé ici, merci de compléter l'article en donnant les références utiles à sa vérifiabilité et en les liant à la section « Notes et références ».
La série Fender Lead est une série de guitares électriques produites par la société Fender de 1979 à 1982. La série est destinée à proposer des guitares électriques Fender à un prix inférieur aux modèles présents sur le catalogue. La série comprend les modèles Lead I, Lead II, Lead III et Lead Bass.

## Conception
Les guitares sont fabriquées entre 1979 et 1982 par Fender Musical Equipment Co. sous la direction de Gregg Wilson et Freddie Tavares. La série Lead a des éléments de la Fender Stratocaster et de la Fender Telecaster. Elle arbore une forme inspirée par la Stratocaster mais dessinée avec un corps légèrement plus petit, des cornes beaucoup moins prononcées et un chevalet fixe recevant des cordes qui traversent le corps comme sur la Telecaster.
À la fin de 1979, les Stratocaster utilisent encore la conception de tête de manche CBS plus grande mais les modèles Lead sont munis d'une crosse proche de la tête de manche Stratocaster 1954 en légèrement plus petit.

## Historique
La série Lead est fabriquée à l'usine Fender de Fullerton, en Californie, et à un prix inférieur aux modèles de l'époque.
Le concept original de la série de guitares Lead, vient de Dennis Handa, alors directeur marketing de Fender Guitars.
L'idée est d'optimiser au maximum les matériaux pour avoir une guitare moins chère que la Stratocaster et attrayante pour les joueurs en raison de la sensation du manche ainsi que des options de micro. Steve Morse des Dixie Dregs est le premier promoteur de la guitare et en fait la démonstration lors d'une représentation promotionnelle au NAMM Show de 1979 à Atlanta, en Géorgie.
Finalement, peu rentable du fait des couts d'une main d'œuvre encore trop élevés, les modèles d'entrée de gamme sont remplacés par la gamme Fender Squier en 1982 lorsque Fender met en place sa ligne de production Fender Japan.

## Description des modèles

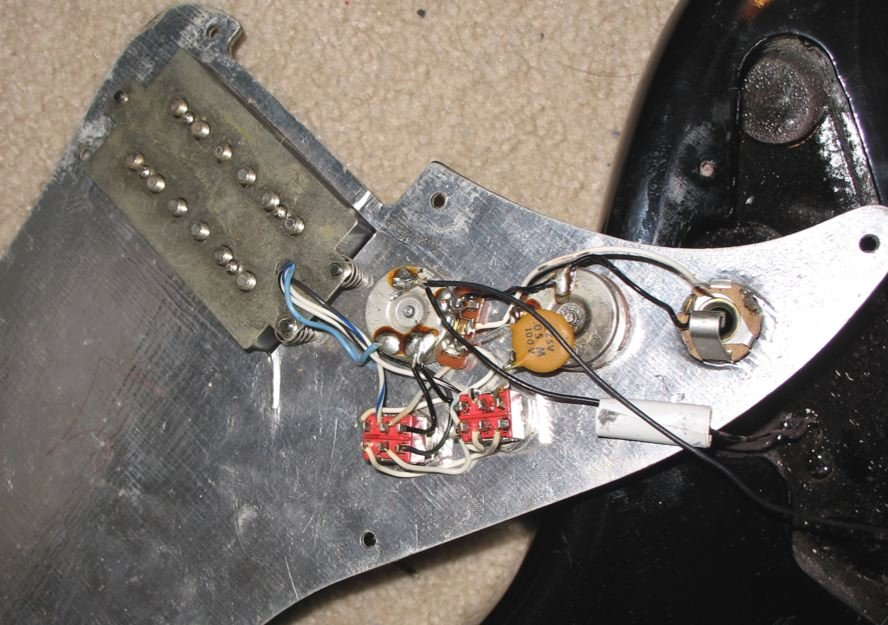
câblage de la Fender Lead I

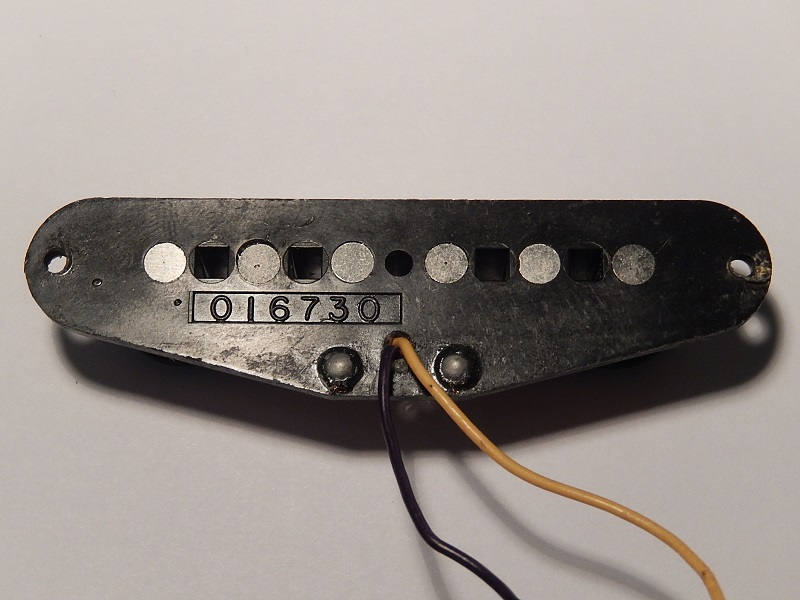
Bobine plastique simple bobinage Fender Lead II X1 #016730

- Lead I, 1979–1982 : un unique micro humbucker splitable en position chevalet. Un sélecteur à trois positions (bobine simple, les deux bobines, bobine simple), un sélecteur à deux positions série/parallèle du humbucker qui ne fonctionne que lorsque les deux bobines sont sélectionnées (position intermédiaire). Commandes de volume et de tonalité générale[3].
- Lead II, 1979–1982 : Deux micros à simple bobinage X1, un manche et l'autre chevalet. Un sélecteur de micro à trois positions (manche, manche et chevalet, chevalet), sélecteur de déphasage à deux positions (en phase, hors phase) qui ne fonctionne que lorsque les deux micros sont sélectionnés (position intermédiaire). Commandes de volume et de tonalité générale.
- Lead III, 1982 : Deux micros humbuckers, un en manche, l'autre en chevalet. Sélecteur de micros à trois positions (manche, manche et chevalet, chevalet), sélecteur de bobine à trois positions (manche simple bobinage, les deux bobines manche ou chevalet, chevalet simple bobinage) qui détermine si une seule bobine ou les deux bobines de chaque micro sera sélectionné. Commandes de volume et de tonalité générale.
- Lead Bass : Cet instrument n'est jamais entré en production. Une photo d'un prototype de 1979 apparaît dans le livre de 1990 de Klaus Blasquiz, The Fender Bass, avec deux micros à simple bobinage inclinés et un diapason de 34 pouces.

## Numéros de série
Les numéros de série des guitares Fender Lead Series sont placés sur la tête, à l'intérieur de la poche de manche et à l'arrière du pickguard. Un modèle entièrement d'origine peut avoir le même identifiant de numéro de série sur chacune de ces pièces principales.

## Rééditions
En janvier 2020, Fender réintroduit les Fender Lead II et III dans le cadre de leur série Player. Ces modèles fabriquées au Mexique arborent un corps en aulne, deux simple bobinage inclinées en alnico V sur la Lead II et deux humbuckers en alnico II sur la Lead III. Le manche, en érable avec une touche en érable ou en pau ferro, reçoit 22 frettes. Les autres caractéristiques comprennent un sillet en os synthétique, un chevalet à cordes traversantes. Le tout paré de couleur très voyantes.

## Utilisateurs notables
- Bono de U2 l'utilisé lors du War Tour en 1983; on peut le voir jouer sur un modèle noir dans la vidéo Live at Red Rocks: Under a Blood Red Sky[5]
- Eric Clapton
- Elliot Easton de The Cars sur solo de guitare du morceau "Touch and Go" de l'album Panorama
- Roger Miller de Mission of Burama
- Steve Morse des Dixie Dregs et Deep Purple (Piste "Punk Sandwich" de l'album Night of the Living Dregs des Dixie Dregs)
- La pochette Street Fever de Moon Martin montre un Lead I
- Annie Clark de St Vincent
- Pablo Mondello de Massacre Palestine
- Claudio Narea de Los Prisoneros
- Lynn Gunn de PVRIS dans le clip officiel de la chanson "My Way"